# David Tiva Kapu
Sir David Tiva Kapu, GCMG é um padre anglicano das Ilhas Salomão e governador-geral das Ilhas Salomão desde 7 de julho de 2024.

## Educação
Kapu recebeu seu título de Mestre em Teologia pelo Pacific Theological College. Sua tese intitulada "O que a Igreja tem a ver com o Estado?" analisou o papel da relação entre a Igreja e o Estado nas Ilhas Nggela, Ilhas Salomão, de 1932 a 2007.

## Carreira
O reverendo Kapu atuou como reitor acadêmico de estudos do Bishop Patteson Theological College em Kohimarama, nas Ilhas Salomão.
Em junho de 2024, ele foi o único candidato apresentado para nomeação como o próximo Governador-Geral das Ilhas Salomão, o representante vice-reinado do monarca no país. Ele foi eleito governador-geral em 17 de junho de 2024. Ele sucedeu Sir David Vunagi quando seu mandato expirou em 7 de julho de 2024 (Dia da Independência).
Em 25 de fevereiro de 2025, Kapu foi investido como Cavaleiro da Grande Cruz da Ordem de São Miguel e São Jorge pelo Rei no Palácio de Buckingham.